# العرة العليا (همدان)

تعديل مصدري - تعديل

العرة العليا هي إحدى قرى عزلة وادعة بمديرية همدان التابعة لمحافظة صنعاء، بلغ تعداد سكانها 1995 نسمة حسب تعداد اليمن لعام 2004.